# 제간공 권규·경안궁주묘역
제간공 권규·경안궁주묘역(齊簡公 權圭·慶安宮主墓域)은 경기도 여주시 점동면 덕평리에 있는 묘역이다. 2007년 9월 7일 경기도의 기념물 제214호 '제간공 권규묘역'으로 지정되었다가, 2017년 12월 26일 '제간공 권규·경안공주묘역'으로 명칭이 변경되었다.

## 개요
이 묘는 조선초기의 문신으로 1404년(태종 4) 태종의 3녀 경안공주(慶安公主)와 결혼하고 호분사 상호군 겸 우군도총제를 지낸 권규(시호:제간(齊簡))와 경안공주의 상하합장묘이다.
조선초기의 대표적인 왕실 관련 부마와 공주의 합장묘로 조성 당시의 원형을 거의 그대로 유지하고 있어 역사적, 묘제적으로 그 문화재적 가치가 높다.

## 명칭 변경사유
묘역 내 제간공 권규의 묘와 태종의 3녀인 경안궁주의 묘가 함께 있는 문화재의 특징을 선명하게 나타낼 수 있음

## 같이 보기
- 권규
- 경안공주

## 참고 자료
- 제간공 권규·경안공주묘역 - 국가유산청 국가유산포털